# Karin Boye (staty)
Karin Boye är en porträttskulptur i brons av Peter Linde i två olika utföranden, dels i Göteborg och dels i Huddinge centrum.
De båda varianterna gestaltades samtidigt. Peter Linde influerades av Boyes dikter "Önskan" och "Jag vill möta" när han skapade skulpturen.

## Göteborgskulpturen
Skulpturen i Göteborg gestaltar författarinnan Karin Boye stående. Skulpturen i Göteborg invigdes den 24 oktober 1987 och står utanför stadsbiblioteket i centrala Göteborg. 
Göteborgsskulpturen kan betraktas på sin ursprungliga plats på en låg marmorsockel, blickande ut över Avenyn. Statyn har ofta försetts av förbipasserande med en blomma i ena eller båda händerna.
Karin Boye var den första statyn i Göteborg över en namngiven kvinna.

## Huddingeskulpturen
Skulpturen i Huddinge gestaltar Karin Boye sittande och invigdes 13 september 1980. Den är placerad vid Paradistorget i Huddinge centrum.

## Bilder

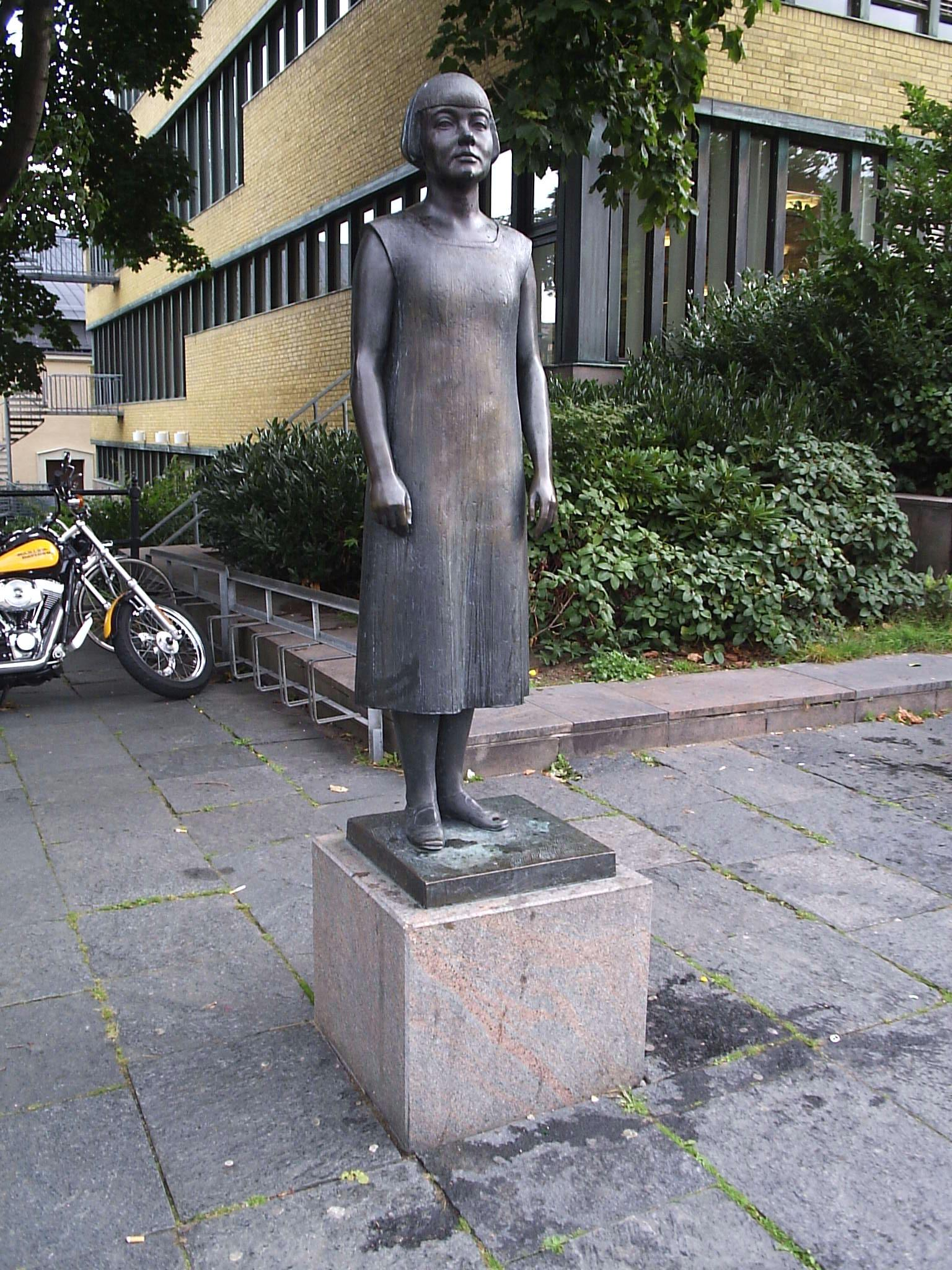
Karin Boye framför Göteborgs stadsbibliotek, 2005.
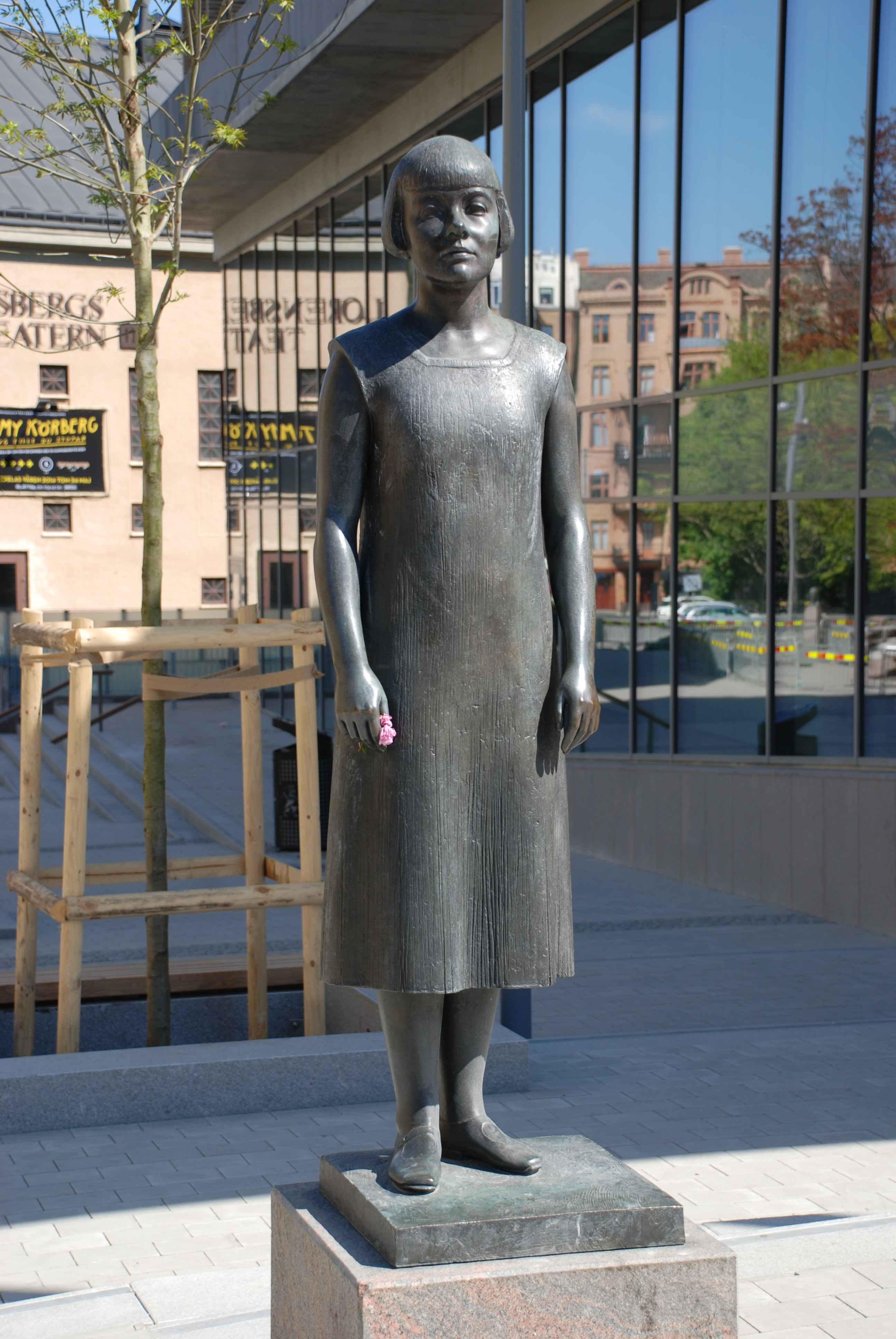
Karin Boye på sin nya plats efter stadsbibliotekets ombyggnad, 2014.
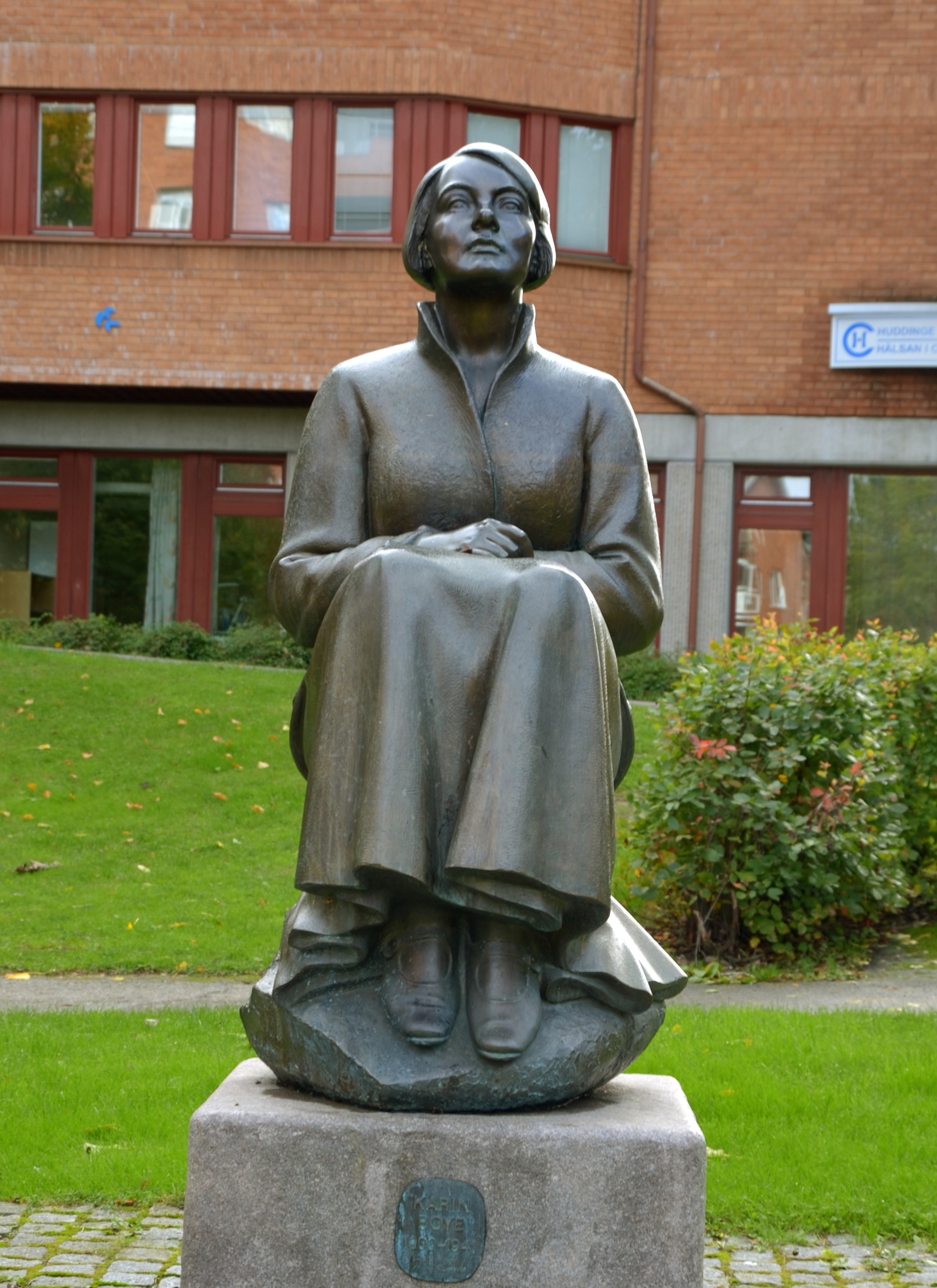
Karin Boye i Huddinge, 2012.